# Orthotrichum speciosum x elegans
Orthotrichum speciosum x elegans là một loài rêu trong họ Orthotrichaceae. Loài này được Papp mô tả khoa học đầu tiên năm 1926.
Danh pháp khoa học của loài này chưa được làm sáng tỏ. 